# Nabegg
Nabegg ist eine Ortschaft und eine Katastralgemeinde der Gemeinde Neustadtl an der Donau im Bezirk Amstetten in Niederösterreich.

## Geschichte
Laut Adressbuch von Österreich waren im Jahr 1938 in der Ortsgemeinde Nabegg einige Landwirte ansässig, außerdem gab es eine Fähre über die Donau.

## Siedlungsentwicklung
Zum Jahreswechsel 1979/1980 befanden sich in der Ortschaft 90 Bauflächen auf insgesamt 47808 m² und 71 Gärten auf 263300 m², auch 1989/1990 waren es 90 Bauflächen und Gärten. 1999/2000 war die Zahl der Bauflächen jedoch auf 190 angewachsen, wobei 149 Gebäude bestanden, und 2009/2010 waren es 121 Gebäude auf 167 Bauflächen.

## Landwirtschaft
Die Katastralgemeinde ist landwirtschaftlich geprägt. 565 Hektar wurden zum Jahreswechsel 1979/1980 landwirtschaftlich genutzt und 364 Hektar waren forstwirtschaftlich geführte Waldflächen. 1999/2000 wurde auf 534 Hektar Landwirtschaft betrieben und 412 Hektar waren als forstwirtschaftlich genutzte Flächen ausgewiesen. Ende 2018 waren 515 Hektar als landwirtschaftliche Flächen genutzt und Forstwirtschaft wurde auf 421 Hektar betrieben. Die durchschnittliche Bodenklimazahl von Nabegg beträgt 25,2 (Stand 2010).